# Tijdstabel van uitbreiding en inkrimping van het Romeinse Rijk
Dit is een tijdstabel van de uitbreiding en inkrimping van het Romeinse Rijk tussen 496 v.Chr. en 493 n.Chr..
- 496 v.Chr. - Slag bij het Meer van Regillus
- ca. 400 v.Chr. - Inname van Veii
- ca. 387 v.Chr. - De Galliërs plunderen Rome
- 343-341 v.Chr. - Eerste Samnitische Oorlog
- 340-339 v.Chr. - Opstand der Latijnen
- 327-304 v.Chr. - Tweede Samnitische Oorlog
- 321 v.Chr. - De Romeinen onder het juk van de Samnieten
- 298-290 v.Chr. - Derde Samnitische Oorlog
- 295 v.Chr. - Slag bij Sentinum
- 280-272 v.Chr. - Oorlogen tegen Pyrrhus van Epirus
- 264-241 v.Chr. - Eerste Punische Oorlog
- 260 v.Chr. - Zeeslag bij Mylae
- 256-254 v.Chr. - Romeinse invasie in Noord-Afrika
- 238 v.Chr. - Sicilië, Sardinië en Corsica worden Romeinse Provincies
- 218-201 v.Chr. - Tweede Punische Oorlog
- 216 v.Chr. - Slag bij Cannae
- 215-205 v.Chr. - Eerste Macedonische Oorlog
- 202 v.Chr. - Slag bij Zama Regia
- 200-196 v.Chr. - Tweede Macedonische Oorlog
- 197 v.Chr. - Slag bij Cynoscephalae; Spanje wordt provincie
- 196 v.Chr. - Proclamatie van 'vrijheid' in Griekenland
- 191-188 v.Chr. - Syrische Oorlog
- 171-168 v.Chr. - Derde Macedonische Oorlog
- 167 v.Chr. - Macedonië wordt na de slag bij Pydna opgedeeld in vier republieken
- 149-146 v.Chr. - Derde Punische Oorlog
- 146 v.Chr. - Verwoesting van Korinthe en Carthago; Griekenland en Noord-Afrika worden Romeinse provincies
- 133 v.Chr. - Pergamum valt in Romeinse handen
- 112-105 v.Chr. - Oorlog tegen Jugurtha
- 107 v.Chr. - Marius' legerhervormingen
- 102-101 v.Chr. - Veldslagen tegen de Cimbren en Teutonen
- 86 v.Chr. - Sulla verwoest Athene
- 67 v.Chr. - Pompeius verslaat de zeerovers
- 66 v.Chr. - Pompeius verslaat Mithridates
- 64 v.Chr. - Syrië wordt provincie
- 58-51 v.Chr. - Gallische oorlogen van Caesar
- 49 v.Chr. - Caesar trekt de Rubicon over
- 31 v.Chr. - Slag bij Actium
- 29 v.Chr.-6 n.Chr. - Veroveringen van Octavianus Augustus in Egypte, Spanje en de Alpen
- 6 - Opstand in Pannonië
- 9 - Romeinse nederlaag in het Teutoburgerwoud
- 21 - Opstand van Julius Sacrovir en Florus wordt neergeslagen door Gaius Silius Aulus Caecina Largus
- 43 - Begin van de veroveringen in Brittannië
- 58-59 - Expedities tegen de Parthen
- 61 - Opstand van Boudicca in Brittannië
- 66-73 - Opstand van de joden
- 68 - Vierkeizerjaar
- 69 - Met Vespasianus begint het bewind van de Flavische dynastie
- 69 - Opstand van Julius Civilis
- 101-105 - Oorlogen tegen de Daciërs
- 106 - Dacië wordt provincie
- 114-117 - Trajanus voert oorlogen tegen de Parthen
- 122-128 - Aanleg Muur van Hadrianus
- 132-135 - Bar Kochba-opstand
- 180 - Vrede met de Marcomannen
- 208-217 - Verschillende campagnes aan de rijksgrenzen
- 258 - De Alamannen in Noord-Italië
- 260 - Keizer Valerianus wordt gevangengenomen door de Perzen
- 270-278 - Oorlogen aan de Rijn- en Donaugrenzen
- 312 - Slag bij de Milvische brug
- 357 - Slag bij Straatsburg
- 363 - Julianus voert oorlog tegen de Perzen
- 378 - Romeinse legers worden door de Goten verslagen bij Adrianopolis
- 394 - slag aan de Frigidus
- 410 - Rome wordt ingenomen door de Visigoten
- 451 - Slag in de Catalaunische Velden
- 455 - Rome wordt geplunderd door de Vandalen
- 476 - Odoaker koning van de Romeinen in Italië
- 493 - Theodorik de Grote heerser in Italië